# Barnulóhúsú galambgomba
A barnulóhúsú galambgomba (Russula xerampelina) az Agaricomycetes osztályának galambgomba-alkatúak (Russulales) rendjébe, ezen belül a galambgombafélék (Russulaceae) családjába tartozó ehető gombafaj.

## Megjelenése
Közepes termetű gomba, kizárólag fenyvesekben terem nyáron és ősszel. Nem túl érzékeny az időjárásra, a hosszú ideig tartó szárazságot is jól birja. Kalapja barna, vagy vöröses. kezdetben domború, majd benyomott. Jellemző átmérője 5–10 cm. Lemezei krémszínűek, nyomásra megbarnulnak. Tönkje fehér, esetleg vöröses árnyalatú, leszedés után lassan megbarnul. Jellemző magassága 6–8 cm. Húsa fehéres, kemény, pattanva törő. Szaga nyersen kellemetlen, sütés-főzés után azonban ezt elveszti, íze kellemes.

## Összetéveszthetősége
Néhány közeli ehető rokonával téveszthető össze, mérgező gombával nemigen.